# IEC 60309
| Linkertekst (alt)     |  | Rechtertekst (alt)     |
| 16A 3P+E 400V-stekker |  | 16A P+N+E 230V-stekker |

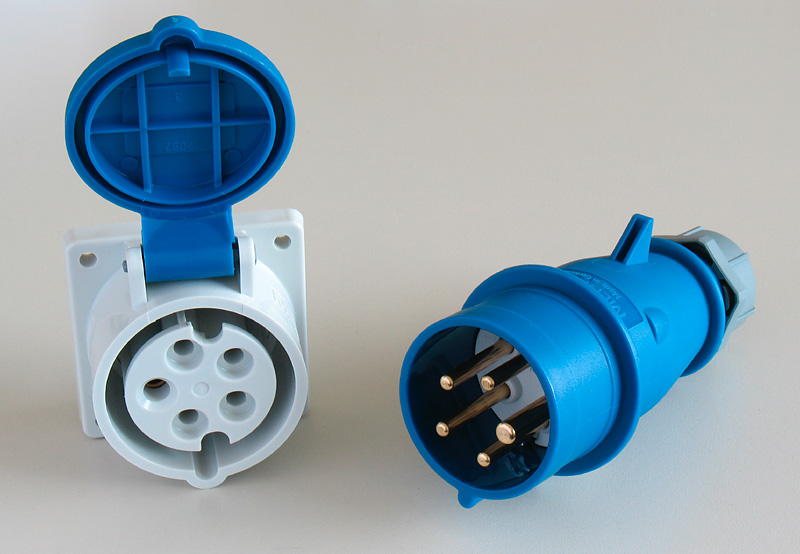
3P+N+PE

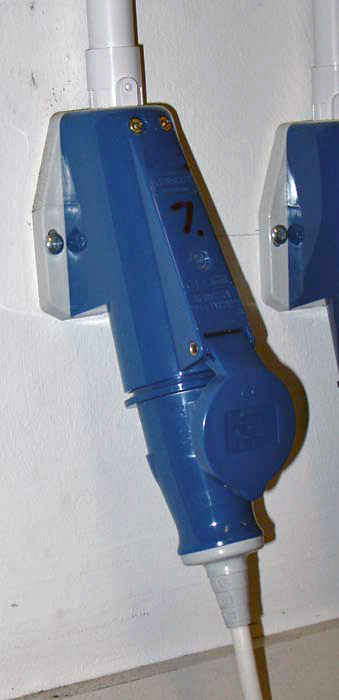
Stekker in contactdoos

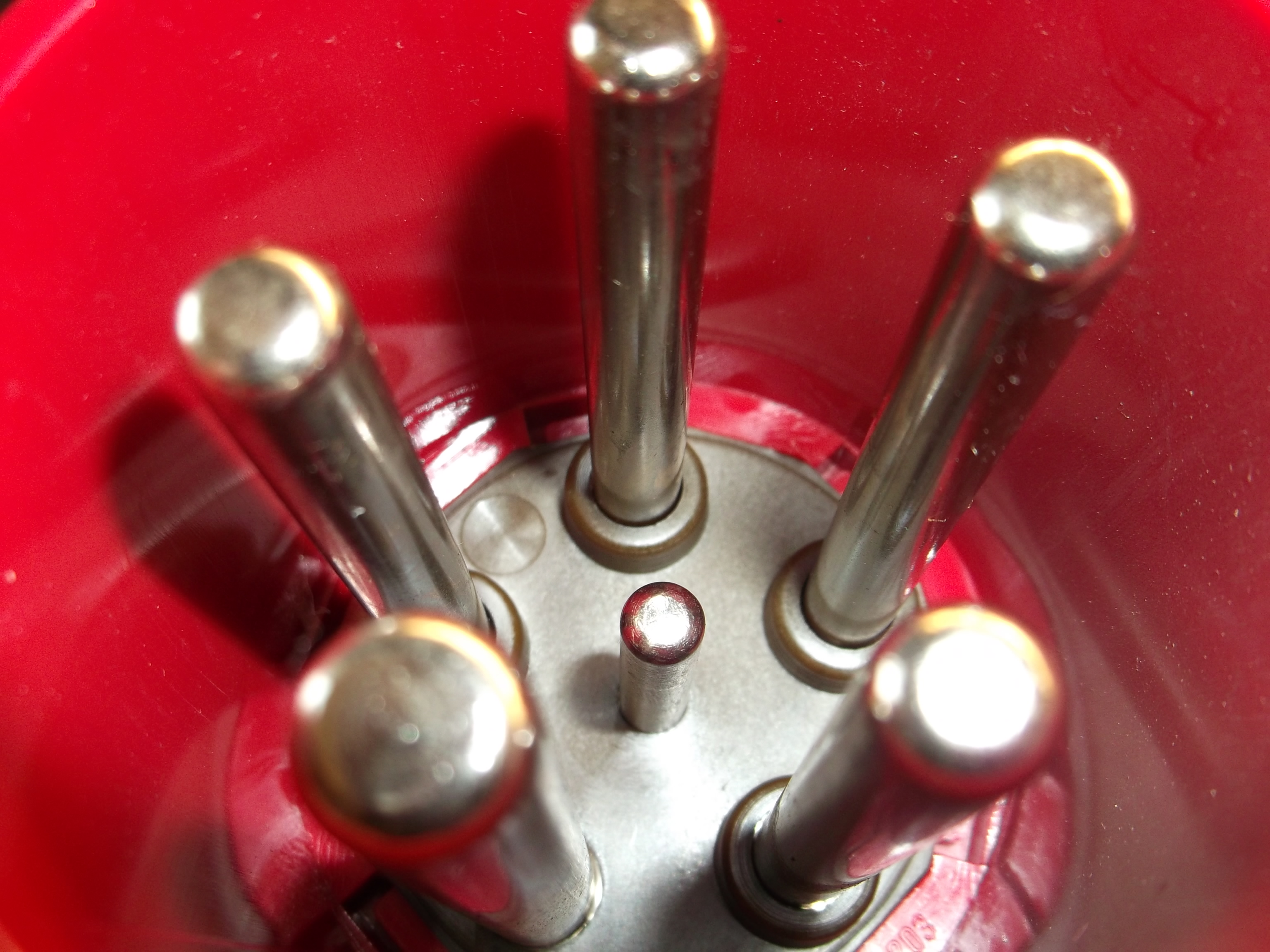
Een 63A contactstop met in het midden een 6e aansluitpunt, het pilotcontact

IEC 60309 is een internationale norm voor industriële stekkers, opgesteld door IEC technisch subcomité 23H. Daar waar het eerste deel van de norm IEC60309 de algemene vereisten beschrijft waaraan stekkers en verwante accessoires moeten voldoen, geeft deel 2 een dimensionele beschrijving van een hele familie stekkers en stopcontacten.
Deze stekkers, ook bekend onder de naam CEE-stekkers worden in Europa vrij universeel gebruikt voor elektrische vermogen-aansluitingen, en zijn ook gangbaar in de rest van de wereld.
Vaak zijn dit driefasen-toepassingen, maar er zijn ook andere uitvoeringen.
Het type contactdoos en contactstop is te herkennen aan de vorm en de kleur. Ze zijn verkrijgbaar voor verschillende stroomsterkten. Namelijk 16A, 32A, 63A, 125A en zelfs nog meer.
Ze kunnen 3-, 4- of 5-polig uitgevoerd worden. Over het algemeen zijn ze in 2 beschermingsklassen verkrijgbaar: IP44 en IP67 (met een extra waterwerende schroefverbindingsring en eventueel schroefdop). Het onderling verbinden van 2 verschillende stekkertypes wordt voorkomen door het gebruik van verschillende diameters en door een andere hoek van de contacten t.o.v. een nok.

## Kleurcodes
- ■ Geel: AC-net 110V-133V
- ■ Blauw: AC-net 220V-240V
- ■ Rood: AC-net 400V
- ■ Zwart: AC-net 480 tot 690V (opm: op het toneel wordt soms een zwarte connector verlangd. Dit zijn echter zwarte uitvoeringen van de standaard blauw of rode typen met uurstand 6. Leverbaar bij gespecialiseerde groothandels. De standaard zwarte uitvoering voor 480-690V is niet compatibel!)
- ■ Lila: AC-net <25V (veiligheidsspanning)
- ■ Groen: andere frequentie dan de gebruikelijke 50-60Hz (100-500Hz)
- ■ Wit: DC of AC-net 40-50V

## Aansluitingscontacten
- 2-polig (geen aarding)
  - gelijkspanning: + en -
  - wisselspanning: P+N :: fasespanning en nuldraad
- 3-polig
  - 2P+E :: 2 fasespanningen + aarding
  - P+N+E :: fasespanning + nuldraad + aarding
- 4-polig: 3P+E :: 3 fasespanningen + aarding
- 5-polig: 3P+N+E :: 3 fasespanningen + nuldraad + aarding

- Bij de 63A- en 125A-uitvoeringen zit er in het midden meestal nog een kort pilotcontact. Dit is bedoeld om de stroom af te schakelen als de stekker wordt uitgenomen om vonken te voorkomen.